# Mikroregion Moravia
Mikroregion Moravia je svazek obcí v okresu Znojmo, jeho sídlem je Višňové a jeho cílem je regionální rozvoj obecně. Sdružuje celkem 7 obcí a byl založen v roce 2001.

## Obce sdružené v mikroregionu
- Džbánice
- Horní Dunajovice
- Trstěnice
- Tvořihráz
- Višňové
- Výrovice
- Žerotice